# Keith Tandy
Keith Tandy (Hopkinsville, 12 febbraio 1989) è un giocatore di football americano statunitense che gioca nel ruolo di cornerback per i Tampa Bay Buccaneers della National Football League. Fu scelto nel corso del sesto giro (174º assoluto) del Draft NFL 2012. Al college ha giocato a football a West Virginia.

## Carriera professionistica

### Tampa Bay Buccaneers
Tandy fu scelto nel corso del sesto giro del Draft 2012 dai Buccaneers. Il 14 maggio 2012, la franchigia annunciò la sua firma con un contratto quadriennale. Nella sua stagione da rookie disputò 9 partite, nessuna delle quali come titolare, mettendo a segno 3 tackle.
Nella settimana 9 della stagione 2013, Tandy fece registrare il primo intercetto in carriera ai danni di Russell Wilson dei Seattle Seahawks. Il secondo lo mise a segno nella vittoria della settimana 12 sui Detroit Lions.

## Vittorie e premi
Nessuno

## Statistiche
| Partite totali      | 9 |
| Partite da titolare | 0 |
| Tackle totali       | 3 |
| Sack                | 0 |
| Intercetti          | 0 |

Statistiche aggiornate al 28 gennaio 2013